# Бінбоґамі

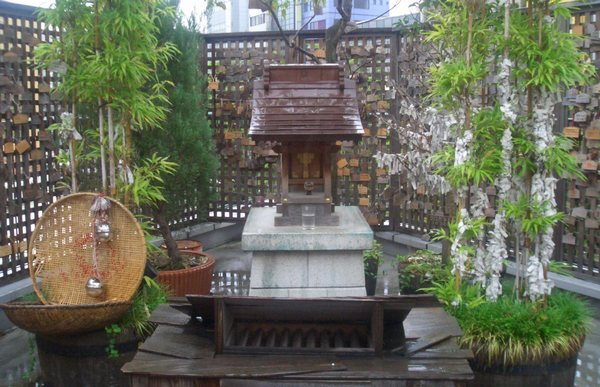
Дзіндзя Бінбоґамі у Кото, Японія.

Бінбоґамі (яп. 貧乏神, дослівно «камі бідності») — камі або бог, що приносить людям злидні та розорення. Бінбоґамі згадується в японському фольклорі та багатьох ракуґо. Зазвичай, він описується, як худий, брудний старий з віялом в руці.